# 竹永事件

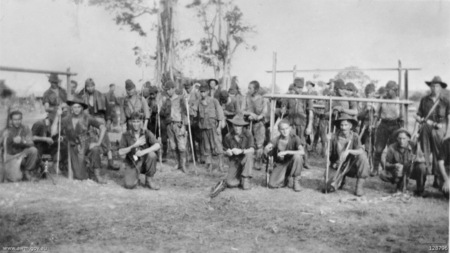
捕虜となった竹永隊の将兵（後列）と、オーストラリア軍の兵士たち（前列）。アイタペに空輸される前に撮影された写真。左から3人目のオーストラリア軍人が、小隊長のC・H・マイルズ中尉。

竹永事件（たけながじけん、英: Takenaga incident）は、太平洋戦争末期の1945年（昭和20年）5月3日に竹永正治中佐が率いる日本軍部隊が、東部ニューギニア（当時はオーストラリア領、現在のパプアニューギニア）でオーストラリア軍に降伏した出来事である。捕虜となることを極度に嫌った当時の日本軍において、きわめて珍しい組織的な降伏の事例だった。

## 事件の経過
1945年（昭和20年）3月から4月頃、日本陸軍第41師団歩兵第239連隊は、東部ニューギニア北岸アイタペ南東内陸のトリセリー山脈南側（山南地区）で、追撃してくるオーストラリア軍と交戦中であった。竹永正治中佐率いる同連隊第2大隊約50名は、『第四十一師団ニューギニヤ作戦史』によれば3月24日から、東方へ後退しつつある連隊主力とは離れて、独断で西方へ移動を始めた。ただし、竹永隊の小隊長の一人だった曹長の手記によると、逆に連隊主力の方が連絡もなく移動してしまったため、見捨てられたと判断して独自行動に移ったという。
4月中頃（村民によれば12日）、約45人の竹永隊は、家屋数戸のタウ村に食糧を求めて侵入した。投げ槍や手榴弾などで武装した村人が食糧を探し始めた日本兵を攻撃し戦闘となった。まもなく村人は逃げ去ったが双方に2人ずつの死者が出た。竹永隊は翌朝にタウ村を出たが、その後も付近にとどまった。
警察隊や住民からの通報で竹永隊の存在を知ったオーストラリア陸軍は、4月16日、第2/5大隊からC・H・マイルズ中尉の率いる1個小隊を選び掃討に派遣した。4月24日、マイルズ小隊は竹永隊と接触して銃撃戦となり、日本側2人が戦死した。
ひとまず追跡を振り切った竹永隊であったが、それ以上は戦闘を続けずに投降することに決めた。兵が以前から所持していた降伏勧告ビラに、英文で降伏条件などを書き加え、棒に結びつけて後へ残した。マイルズ小隊の斥候がビラを発見して持ち帰った。5月2日、オーストラリア軍は西方のウォムグラー集落（南緯3度36分 東経142度35分 / 南緯3.600度 東経142.583度）付近で竹永隊を発見し、現地人を案内に立てて接触を図った。日本側から2人が軍使として訪れて交渉し、翌5月3日、竹永隊はウォムグラー集落で降伏して武装解除された。このときの兵力は竹永中佐以下42人（士官5人、准士官4人、下士官・兵33人）で、軽機関銃5丁と小銃17丁、拳銃5丁、弾薬750発を装備していた。捕虜たちは、マイルズ小隊に護送されてマプリック飛行場まで3日間の行軍を整然と行い、そこからアイタペへと空輸された。
日本側の他の部隊は、竹永隊が道に迷うなどして行方不明になったと考えて捜索していたが、オーストラリア軍が撒布したプロパガンダビラによって、竹永隊の降伏を知った。

### 降伏の決断過程に関する議論
竹永隊が降伏を決意した過程については、隊員全員の意思確認が行われたとする説と、幹部のみで決断したとする説がある。
高橋文雄およびその調査に依拠した秦郁彦の話によると、竹永中佐ら幹部が降伏で合意した後、全兵員が集められて意思確認が行われた。高橋と秦両は、生還者の証言として、中隊長の一人から降伏は大隊長の命令だと告げられたうえ、降伏に賛成の者は挙手するように求められたとする。そして、約半数の挙手しない者に対しては、手榴弾を支給するから直ちに自決するよう指示があったところ、最終的には全員が降伏賛成に変わったという。
これに対し佐藤清彦の話によると意思決定は幹部のみで行われて、全員の意思確認はされなかったとする。佐藤の話によれば、高橋および秦が挙げた証言者たちは、聞き取り調査を受けたこと自体を否定したという。そして、新たに行ったインタビューや小隊長だった曹長の手記から、士官と准士官だけの幹部会で意思決定がされ、下士官兵には命令伝達されただけだったと推論している。

## 背景

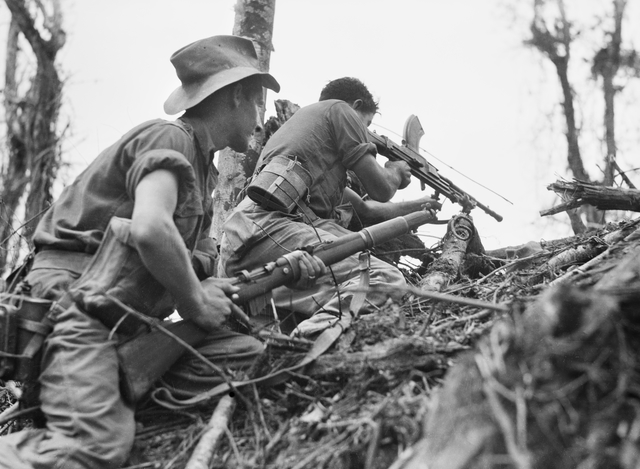
ウェワク地区で日本軍を攻撃するオーストラリア兵（1945年6月）

当時の東部ニューギニア戦線では、日本の第18軍が、連合国軍の前線の後方に取り残され戦略的には遊兵と化した状態で、なおも戦闘を続けていた。連合国側のうちアメリカ軍は、アイタペの戦いで第18軍の反撃を撃破した後は日本軍を放置していたが、1944年後半にニューギニア戦線を引き継いだオーストラリア軍は、徹底的な掃討戦を行う方針で日本軍を追撃した。
日本軍の海上補給線は遮断されており、しかもアイタペの戦いで最後の物資の多くを失ったため、戦力は著しく低下した状態にあった。1個師団の兵力は本来の戦時編制ならば2万人近くなるところ、1945年5月上旬にはわずか1千人前後に落ち込んでいた。竹永大隊とて例外ではなく、大隊と言っても実数は小隊規模、しかも本来の歩兵は約半数だけで、残りはアイタペ戦で全火砲を失って解隊された山砲兵第41連隊の生き残りや海軍兵であった。大隊長の竹永中佐自身も専門は砲兵で、山砲兵第41連隊第3大隊長からの転任だった。第18軍主力の食糧および医薬品は1945年9月末で尽き、兵器も年末には機能を失うと見られていた。7月には「軍の玉砕」思想を底流とする、太平洋戦争全般経過からみても、極めて異例の2つの軍命令（1945年7月25日発令、猛作命甲第371号）とその前日の命令（1945年7月25日発令、セピック兵団の編成と同兵団の作戦に関する命令）が発せられる極限状況だった。歩兵第238聯隊小隊長の大塚邦男少尉は、最末期の状況を、もはや軍人ではない乞食の集まりになっていたと回想している。
当時のニューギニアの日本軍の極限的状況を示す出来事として、人肉食の発生が指摘される。竹永隊についても人肉食を行っていたとする見方がある。投降直前にタウ村で殺害した住民の肉を食べたとの嫌疑があり、オーストラリア軍が捜査を行っている。捕虜尋問の結果、一部の隊員の関与を認める証言が得られたが、実行者は戦死しているとされて不起訴となった。ほかに自身の関与を認めた生存者の戦後の手記や当初は対象を現地住民としながらも恨まれていた上官に及んだことを示唆する証言もある。田中利幸は、竹永隊の将兵が健康で規律が取れていたとオーストラリア軍が記録していることから、隊全体で一団となって人肉食を常習していたと推測している。これに対し佐藤清彦は、関与を認めつつも組織性は否定している手記の記述などから、田中の見解は疑問だとしている。
こうした絶望的戦況であっても、当時の日本では、戦陣訓に象徴されるように、敵軍の捕虜となることは甚だしく不名誉とみなされていた。陸軍刑法でも、司令官が部下を率いて降伏することを辱職罪の一種とし、特に野戦では尽くすべきところを尽くした場合でも禁錮6月に処すると規定していた（41条）。安達二十三第18軍司令官も、1945年3月18日に、絶対に虜囚の辱めを受けるなとの命令を発していた。実際、日本軍が組織的に投降した事例は極めて珍しかった。建制の部隊が投降したのは、太平洋戦争では竹永隊のほかに、同じニューギニアの事例2件と沖縄戦での海上挺進第1戦隊（梅沢隊、座間味島守備）が挙がるくらいである。ただし、竹永隊以前に皆無というわけではなく、日露戦争の奉天会戦後1905年5月に、第1師団歩兵第49連隊の1個中隊（生存者42名）が丸ごと捕虜となった事例があった。

## その後
捕虜となった竹永隊の日本兵たちは、アイタペに1か月ほど滞在したのちラエやオーストラリア本土の捕虜収容所へと分散して移送された。捕虜収容所での待遇は良好であった。全員に対し捕虜尋問が実施され、特に竹永中佐は本格的な追加尋問のためマニラへ移送された。豪軍への尋問の中で竹永中佐は、第18軍の指揮官たちの人物評や、「天皇陛下が殺害されれば日本国民は最後まで抵抗するだろうが、天皇陛下の命令があれば素直に降伏するだろう」「将校は自分の食糧を手に入れることしか考えていない、兵士らはそれを苦々しく思っているが命令に従わない者はいない。それほど日本兵は馴らされている」「（捕虜を派遣して投降勧告をさせれば）すぐに裏切者として射殺されるだろう」「国民は終戦を望んでいるが、財閥と軍閥が最後まで抗戦を望んでいる。終戦になると、彼らの権力とその基盤が全て失われるからだ」「ソ連が参戦すれば、日本は数か月ともたないだろう」などと答えている。この事件を調査した高橋文雄は、竹永は部下らからは好々爺と見られていたが、竹永尋問の回答内容からは実にリアリストであったことを報告している。竹永隊では、捕虜尋問に備えて投降前に虚偽の部隊名や人名を取り決めていたが、オーストラリア側はウェワクでの鹵獲文書から嘘と見抜いていた。なお、一部の捕虜は、鹵獲文書の翻訳や投降勧告用のプロパガンダ放送などに協力している。
竹永隊の降伏後も、第18軍は同年8月15日の終戦の日まで東部ニューギニアでの戦闘を継続した。竹永隊に代わって新たな人員で歩兵第239連隊第2大隊も再編成された。しかし、この再編された第2大隊も、終戦直前の8月に隷下のうち2個中隊が相次いでオーストラリア軍に集団投降している。オーストラリア軍の記録によると、8月10日に大尉以下13人、8月11日に大尉以下17人が投降した。原因はオーストラリア軍の投降勧誘のほか、竹永隊の前例に影響されたとも、死守命令がきっかけになったとも言われる。アイタペ戦後の第18軍将兵の生還率はわずか25%で、竹永隊の生還率84%（アイタペ戦後の兵力50人中42人生還）を大きく下回った。
竹永隊の降伏は、戦時中は日本軍内では非常に不名誉な行為とみなされた。事件を知った安達第18軍司令官は、自らの不徳として涙を流して天皇への詫びを口にしたりしていた。戦後になっても不名誉との評価が支配的で、あたかも竹永隊は全滅したかのように述べる部隊史などもあった。1986年（昭和61年）の高橋文雄の記事により次第に関係者以外にも認知されるようになったが、なおも降伏の事実を否定する軍関係者もおり、例えば第18軍参謀だった堀江正夫（事件当時少佐）はNHKのインタビューに対し、「今まで投降など聞いたことが無かったし、投降した者はいなかったと信じている。」旨を答えている。
竹永隊の元隊員たちは、他部隊の捕虜とともに戦後に日本に復員した。竹永元中佐も民間企業に勤め、1967年（昭和42年）に病死した。陸軍士官学校の同期生らは特に竹永を差別することなく、葬儀に参列している。